# Widlicz cyprysowy
Widlicz cyprysowy, w. cyprysowaty, widłak cyprysowaty, zeglej cyprysowaty (Diphasiastrum tristachyum (Pursh) Holub) – gatunek rośliny z rodziny widłakowatych. 

## Rozmieszczenie geograficzne
Występuje głównie w Europie środkowej oraz we wschodniej Ameryce Północnej. W Polsce występuje w rozproszeniu na niżu, gdzie był podawany z około stu stanowisk, z których większość nie została jednak potwierdzona po 1980 r.

## Morfologia
ŁodygaPęd główny znajduje się pod ziemią. Pędy nadziemne krzaczkowate, do 15 cm wysokości. Gałązki do 1,5 mm szerokości, obustronnie wypukłe, owoszczone od spodu.
LiściePrzylegające do gałązek.
Kłosy zarodnionośneWzniesione na rozwidlonych szypułkach długości 3–9 cm, zebrane po 2–7, o długości 1,5–3 cm.

## Biologia i ekologia
Bylina, zimozielony chamefit. Z zarodników rozwija się przedrośle żyjące w symbiozie z grzybami. Gatunek rośnie na wrzosowiskach i w widnych borach sosnowych. Jest gatunkiem charakterystycznym wrzosowisk (rząd Calluno-Ulicetalia).

## Zagrożenia i ochrona
Roślina objęta w Polsce ścisłą ochroną gatunkową od 1946 roku. 
Kategorie zagrożenia gatunku:
- Kategoria zagrożenia w Polsce według Czerwonej listy roślin i grzybów Polski (2006)[7]: V (narażony na wyginięcie); 2016: EN (zagrożony)[8].
- Kategoria zagrożenia w Polsce według Polskiej Czerwonej Księgi Roślin[9]: EN (endangered, zagrożony).